# Mistrzostwa Arabii Saudyjskiej w Lekkoatletyce 2011
Mistrzostwa Arabii Saudyjskiej w Lekkoatletyce 2011 – zawody lekkoatletyczne, które odbyły się 18 i 19 maja w Rijadzie. W imprezie startowali wyłącznie mężczyźni. 

## Rezultaty

### Mężczyźni
| Konkurencja:               | 1. miejsce                | Rezultat |
| Bieg na 100 m              | Yasser Al-Nassiri         | 10,52    |
| Bieg na 200 m              | Mahmoud Hafiz Ibrahim     | 21,14    |
| Bieg na 400 m              | Ismail Al-Sabani          | 46,80    |
| Bieg na 110 m przez płotki | Ali Hussein Al-Zaki       | 13,93    |
| Bieg na 400 m przez płotki | Ibrahim Mohamed Salah     | 53,26    |
| Skok wzwyż                 | Nawaf Ahmed Al-Yami       | 2,10     |
| Skok w dal                 | Ahmed Nezar Al-Shourafa   | 8,01     |
| Trójskok                   | Ahmed Abdallah Faraj      | 15,75    |
| Pchnięcie kulą             | Mohamed Omar Al-Moussa    | 16,41    |
| Rzut dyskiem               | Hassan Abdullah Al-Bakhit | 50,28    |
| Rzut oszczepem             | Ali Al-Jadani             | 68,55    |